# Grog

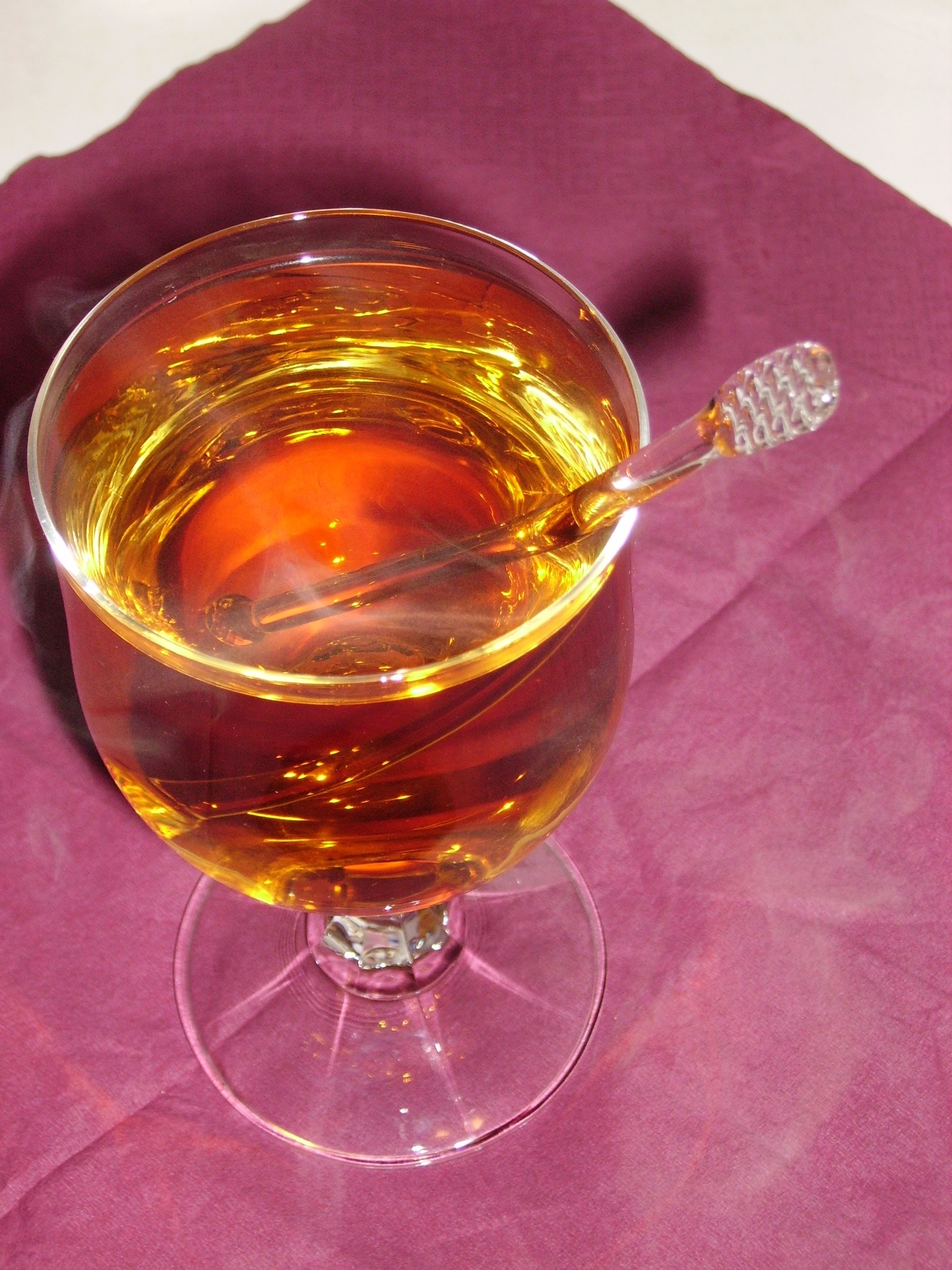
Heißer Grog mit Stirrer (Rührstab)

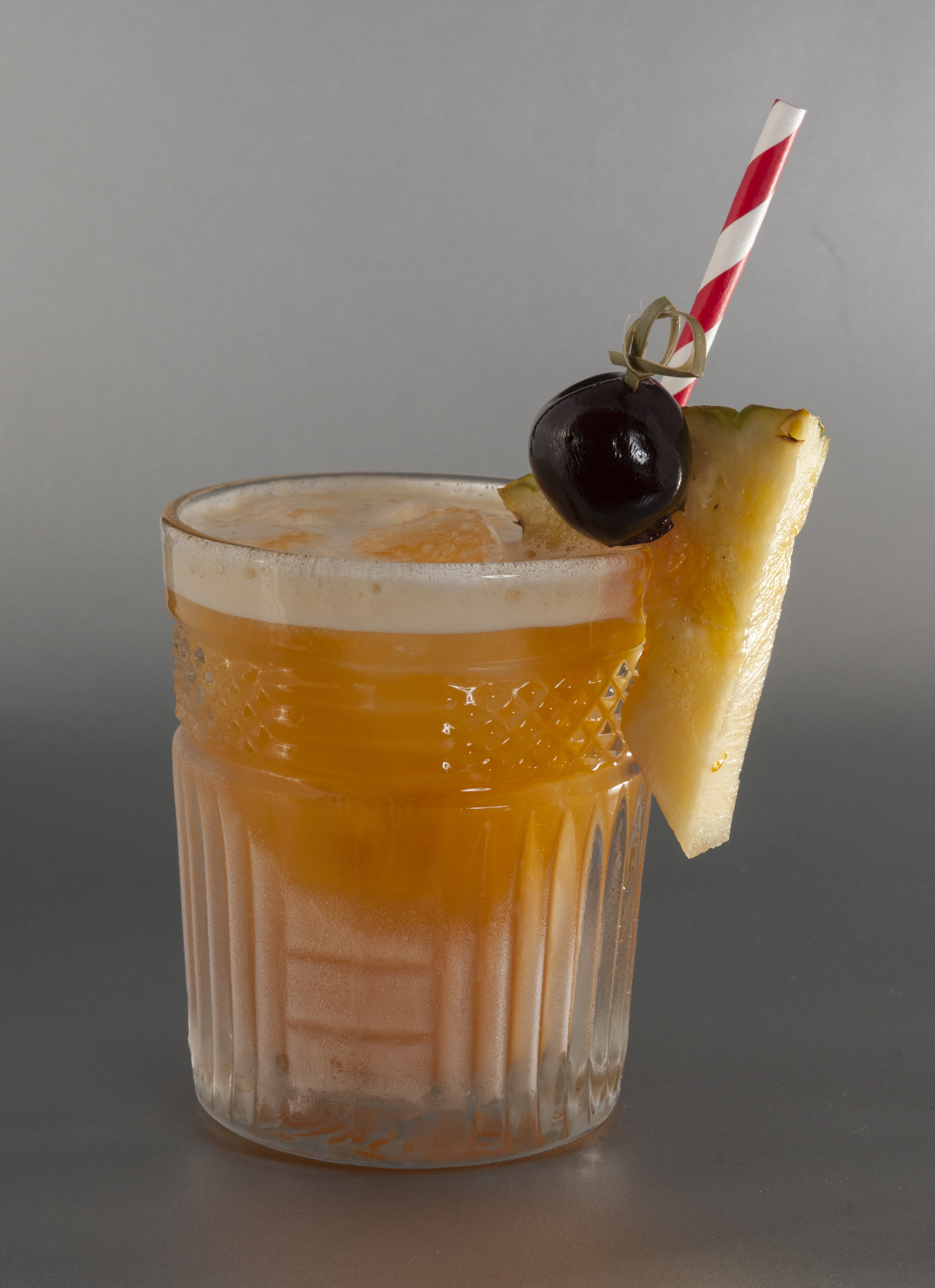
Trader Vic Grog im gefrosteten Tumbler

Grog ist ein alkoholisches Heißgetränk aus Rum, Zucker und heißem Wasser. In zahlreichen Variationen werden statt des Rums auch Arrak, Weinbrand, Whiskey, Rotwein oder Tequila verwendet.
Vor allem im angelsächsischen Sprachraum kann Grog, ähnlich wie englisch punch (Punsch), sowohl Heißgetränke als auch kalt zubereitete Cocktails bezeichnen. Ein Beispiel ist der Trader Vic Grog, ein in den 1960er Jahren entstandener Tiki-Drink, der neben Rum auch verschiedene Säfte und Cocktailbitter enthält.
Der Ausdruck groggy bezeichnete ursprünglich das Gefühl, wenn man zu viel Grog getrunken hatte, und wird heute auch häufig benutzt, um einen erschöpften Zustand zu beschreiben. Speziell in der Boxersprache wird es als Synonym für angeschlagen und taumelnd verwendet.

## Herkunft
Bereits im 17. Jahrhundert wurde in der Karibik mit Wasser verdünnter Rum als Grogg bezeichnet, die Schanklokale hießen Grogg Shoppe. Ab 1731 bis zum Black Tot Day im Jahr 1970 wurde weiterhin auf den Schiffen der Royal Navy im Rahmen der offiziellen Bordverpflegung täglich eine Ration Rum an die Mannschaft ausgegeben, woraus nicht selten Disziplinlosigkeit und Trunkenheit folgten. Als Konsequenz hierauf erteilte der Vize-Admiral Edward Vernon am 21. August 1740 seinem eben dort stationierten Geschwader den Befehl, den Rum nur noch mit Wasser verdünnt auszuteilen, wobei hier ein Teil Rum auf vier Teile Wasser kam. Später wurde das Getränk auch mit Zucker und Limettensaft versetzt, im kälteren Klima Großbritanniens wurde diese Mischung auch heiß getrunken. Spätestens seit Beginn des 19. Jahrhunderts ist der Grog auch in Deutschland, insbesondere an den Küsten, bekannt.
Folgende bekanntere Theorien zur Wortherkunft werden inzwischen als widerlegt angesehen:
1. Nach dem Tod Edward Vernons entstand die Legende, Vernons Spitzname sei  „Old Grog“ gewesen, da er meist einen warmen Umhang aus Grogram trug, einem groben Stoff aus Seide und Wolle. Dieser Name sei bald auf das neue Getränk übertragen worden[4][5]
2. Das Wort Grog stehe für „Grand Rum Of Grenada“ und wurde von den Engländern nach der Eroberung der karibischen Insel im 18. Jahrhundert geprägt.[6] Diese Version beruht vermutlich auf einem Backronym, also einem nachträglichen Erklärungsversuch.

## Zitate

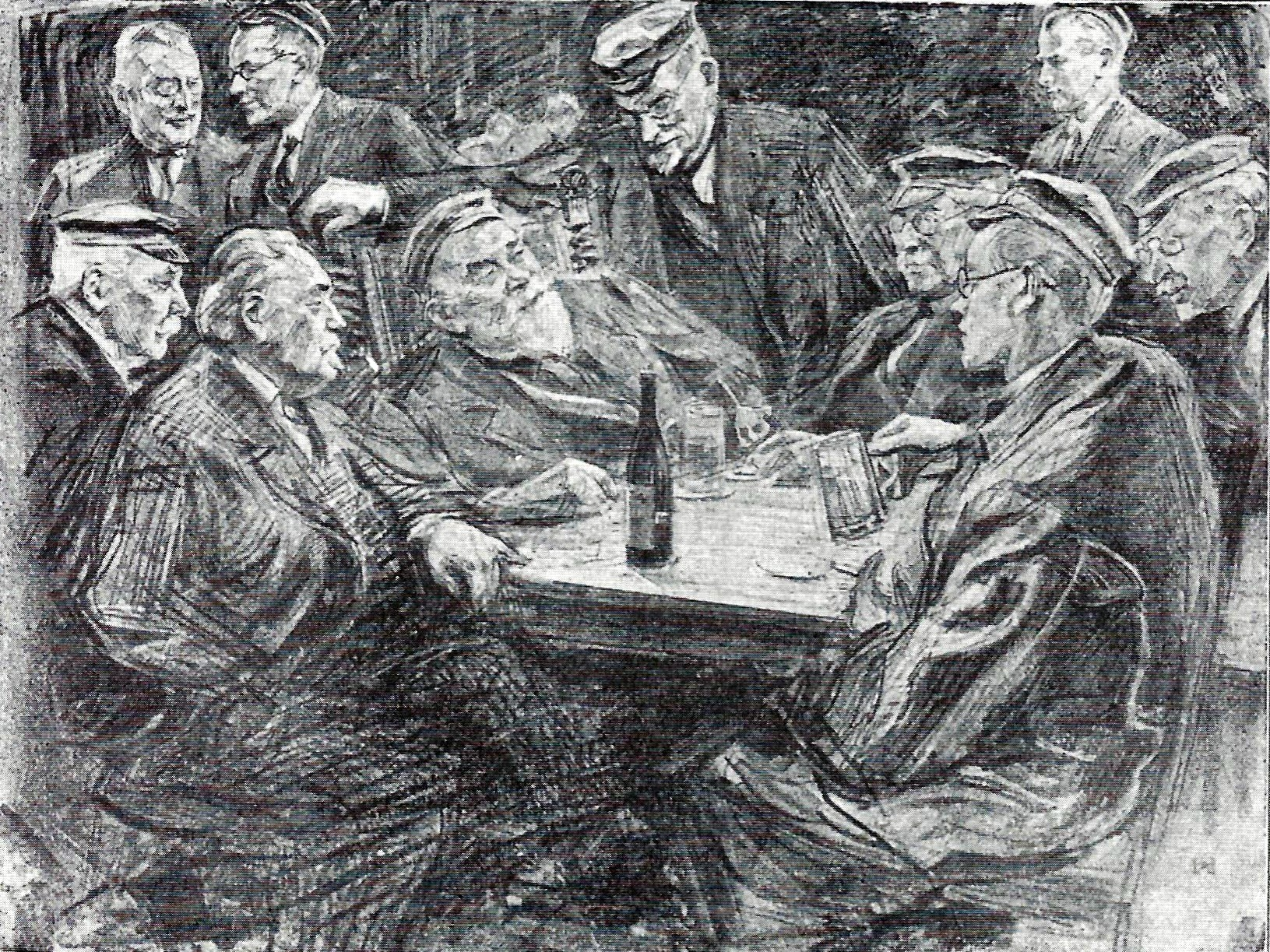
Heinrich Wolff: Grogabend beim Corps Littuania

| Ein bekannter Spruch über die Zubereitung von Grog lautet: Rum muss, Zucker darf, Wasser kann (alles verderben). Die Mimmi’s singen in ihrem „Groglied“: Rum muss, Zucker darf, Wasser nicht zu viel, Ein Grog, der muss Prozente haben, sonst nützt er dir nicht viel. | Plattdeutsche Version: Rum mut, Zucker kunn, Water bruuk nich. |

## Lokale Bräuche

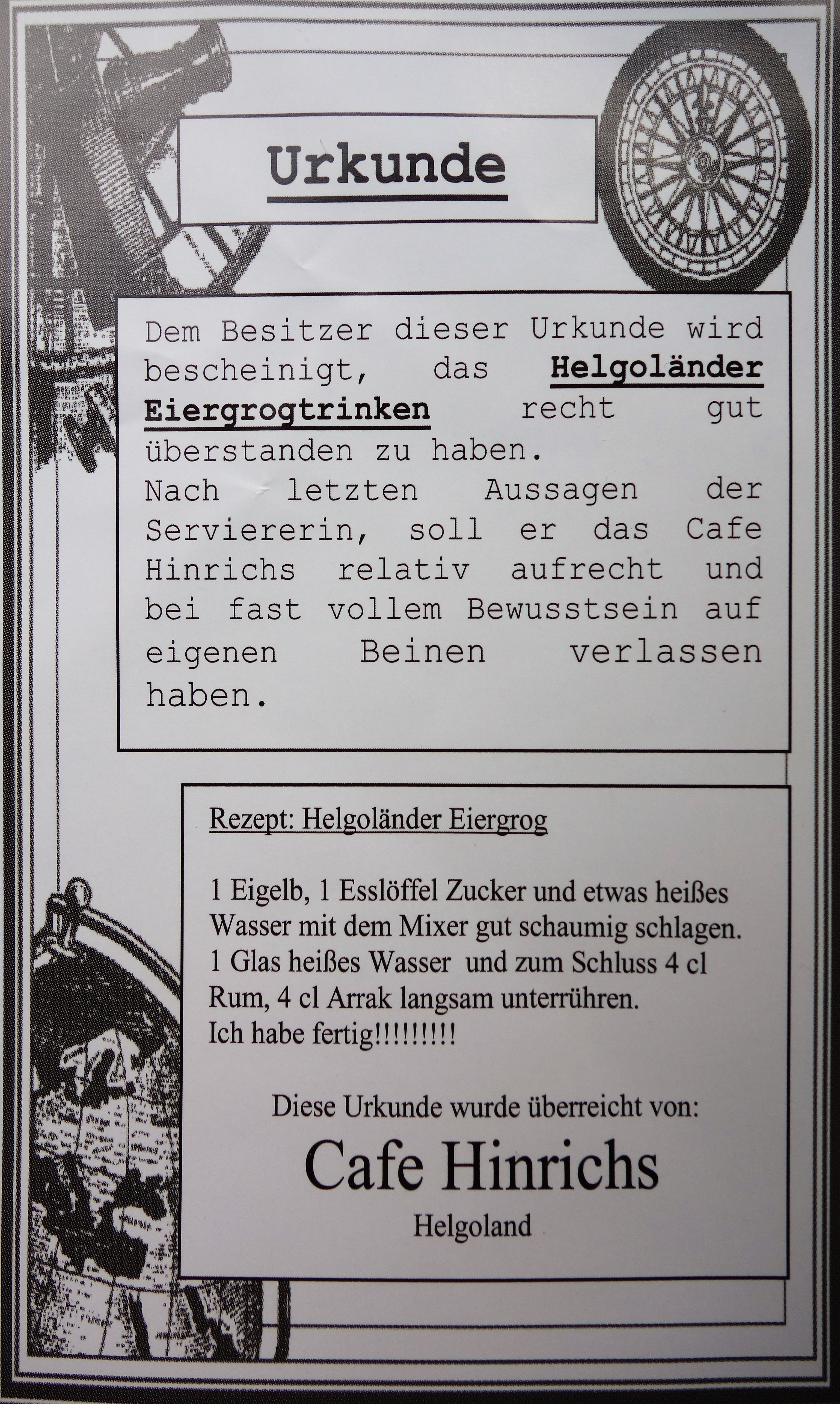
Helgoländer Eiergrog

Eine auf den Nordfriesischen Inseln und Helgoland beheimatete Variante ist der Eiergrog. Zu seiner Herstellung wird neben Rum, Zucker und heißem Wasser Eigelb verwendet, das in der Flüssigkeit verquirlt wird. Hier wird der Rum mit Arrak oder Weinbrand ergänzt.
Bei den oft langen Wintern in Ostpreußen schätzte man den „ostpreußischen Maitrank“ – heißen Grog.